# ملودی شیرین (ترانه)
«ملودی شیرین» (به انگلیسی: Sweet Melody) ترانه‌ای از گروه موسیقی دخترانه اهل بریتانیا لیتل میکس است که در ۲۳ اکتبر ۲۰۲۰ به عنوان سومین تک‌آهنگ آلبوم آینده گروه، کنفتی (۲۰۲۰) ازطریق آرسی‌ای رکوردز منتشر شد. این آهنگ در نمودار جدول تک‌آهنگ‌های اسکاتلند در رتبه یک قرار گرفت و همچنین در نمودار جدول تک‌آهنگ‌های انگلستان و ایرلند در رتبه هشتم قرار گرفت.

## زمینه
در ۱۸ اکتبر سال ۲۰۲۰، گروه تیزر ویدئویی ترانه را به توئیتر ارسال کرد و اشاره‌ای داد که اعلامیه ای که در آینده منتشر خواهد شد. در ۱۹ اکتبر ۲۰۲۰، آنها اعلامیه رسمی و تاریخ انتشار آهنگ را همراه با پیش نمایش قطعه موسیقی ارسال کردند.

## موزیک ویدیو
گروه در ۲۱ اکتبر سال ۲۰۲۰ با انتشار پست‌هایی در شبکه‌های اجتماعی، اظهار داشتند که موزیک ویدیوی رسمی این ترانه به‌زودی منتشر خواهد شد. یک روز بعد، لیتل میکس از طریق توئیتر تأیید کرد که این موزیک ویدئو در ۲۳ اکتبر منتشر خواهد شد.

## اجراهای زنده
در ۲۴ اکتبر ۲۰۲۰، لیتل میکس «ملودی شیرین» را در اولین نمایش زنده Little Mix The Search اجرا کرد. جید تیرلوال به دلیل انزوای اجتماعی در آن زمان در این برنامه غایب بود. در ۲۰ اکتبر ۲۰۲۰، اعلام شد که لیتل میکس در ۸ نوامبر در مراسم جوایز موسیقی ام‌تی‌وی اروپا ۲۰۲۰ «ملودی شیرین» را اجرا می‌کنند.

## جدول‌ها
| جدول (۲۰۲۰)                                       | اوج موقعیت |
| ۷۲                                                |            |
| ------------------------------------------------- | ---------- |
| یونان (IFPI)                                      | ۷۸         |
| ایرلند (ایرما)                                    | ۸          |
| لیتوانی (AGATA)                                   | ۹۹         |
| هلند (Single Tip)                                 | ۲          |
| New Zealand Hot Singles (انجمن صنعت ضبط نیوزیلند) | ۸          |
| اسکاتلند (اوسی‌سی)                                 | ۱          |
| سوئیس (شوایزر هیت‌پاراد)                           | ۸۳         |
| تک‌آهنگ‌های بریتانیا (اوسی‌سی)                       | ۸          |
| ۳۹                                                |            |

## تاریخچه انتشار
| منطقه | تاریخ         | فرمت                     | برچسب                  | منا.   |
| ----- | ------------- | ------------------------ | ---------------------- | ------ |
| مختلف | ۲۳ اکتبر ۲۰۲۰ | دانلود دیجیتال استریمینگ | آرسی‌ای رکوردز بریتانیا | [ ۱۸ ] |